# Supercoppa turca 2022 (pallavolo maschile)
La Supercoppa turca 2022, 13ª edizione della supercoppa nazionale di pallavolo maschile, si è svolta il 28 settembre 2022: al torneo hanno partecipato due squadre di club turche e la vittoria finale è andata per la terza volta, la seconda consecutiva, allo Ziraat Bankası.

## Regolamento
La formula ha previsto una gara unica.

## Squadre partecipanti
| Squadra        | Qualificazione                      |
| -------------- | ----------------------------------- |
| Arkas          | Vincitrice Coppa di Turchia 2021-22 |
| Ziraat Bankası | Vincitrice Efeler Ligi 2021-22      |

## Torneo
| 28 settembre 2022 Başkent Voleybol Salonu, Ankara Durata: 1h:26 - Spettatori: 2 000 | Ziraat Bankası | 3 - 0 | Arkas | 25-19, 26-24, 25-20 |